# Franklin, Minnesota
Franklin là một thành phố thuộc quận Renville, tiểu bang Minnesota, Hoa Kỳ. Năm 2010, dân số của thành phố này là 510 người.

## Dân số
- Dân số năm 2000: 498 người.
- Dân số năm 2010: 510 người.